# Az Amazon
Az amazon (eredeti cím: Fire on the amazon) Luis Llosa 1993-ban bemutatott filmdrámája. A forgatókönyvet Beverly Gray írta. Főszereplők: Craig Sheffer, Sandra Bullock és Juan Fernández.

## Cselekménye
Bolíviában jelenleg elég feszült a helyzet: Rafael Santos (Eduardo Cesti), a kaucsukmunkások vezetője passzív ellenállást hirdet. Igyekeznek megakadályozni az esőerdők kiirtását. Egy este aljas merénylet áldozata lesz.
R. J. O'Brian (Craig Sheffer), amerikai újságíró azért jött, hogy írjon az esetről. Fotókat készít a tüntetésen, majd Santos temetésén is. A halotti toron kérdéseket tesz fel a lányának és az özvegyének, Naciának (Natalia Torres), majd találkozik Alyssa Rothman-nel (Sandra Bullock), aki az Esőerdő-védelmi Alapítványnál dolgozik. R. J. szerint a madarak és a fák sorsán siránkozás csak egy hollywoodi divat. Ezzel a véleményével nem igazán lopja be magát Alyssa szívébe.
Lucavida, egy helyi gazdag marhatenyésztő egyeztető tárgyalásra hívja házába a szemben álló felek  – a marhatenyésztők és a kaucsukmunkások – képviselőit. R. J. is beoson, hogy felvételeket készítsen, de rajtakapják és kitessékelik. A helyi bárban is kérdezősködik, közben lefotóz egy verekedést, amit nem kellett volna. Pisztolyt fognak rá, így jobbnak látja átadni a filmet.
Másnap Pedrozának, a fűrésztelep tulajának tesz fel kérdéseket Santosról. Közben rendőrök érkeznek, akik egy indiánt üldöznek, Djamorit. A munkás kést ránt és túszul ejti a fényképezőgépét kattogtató R. J.-t. A rendőrök vezetője, Valdez (Jorge García Bustamante) lefegyverzi Djamorit, az emberei alaposan összeverik, majd mindkettejüket a fogdába zárják. Fogvatartói szerint Djamori ölte meg Santost és R. J. a cinkosa. Alyssa kérésére engedik csak el.
A sajtótájékoztatón Valdez bemutat egy aláírt beismerő vallomást, egy bizonyítéknak minősített nyílvesszőt és azt állítja szemtanú is volt arra, hogy Djamori követte el a gyilkosságot. R. J. ellátogat az alapítványhoz, hogy megköszönje Alyssának a közbenjárását. Sandra (Judith Chapman) is megjelenik, R. J. tőle tudja meg, hogy Djamori halott. Állítólag felkötötte magát a cellájában. Alyssa közli, hogy Djamori törzse fent lakik a hegyen. El is indulnak R. J.-vel, ám útközben meglátják, hogy egy asszonynak felgyújtották a házát. Kihozzák a fiát a házból és sikerül megmenteniük az életét.
Ataninde (Juan Fernández), a törzsfőnök átveszi a rendőröktől Djamori holttestét. Miután nem áll szóba R. J.-vel és Alyssával, követik őket csónakon, de egy idő után szem elől tévesztik az indiánokat. Ám őket is követi valaki. Rájuk is lő, eltalálja az újságírót. A felfordult csónakot fedezékül használva sikerül a partra evickélniük. Az indiánok elfogják őket és felviszik a törzs táborhelyére. Ataninde megvizsgálja a holttestet. A külsérelmi nyomokból egyértelműen látható, hogy megölték Djamorit. Megengedik, hogy R. J. lefényképezze a sérüléseket. Este részt vehetnek Djamori búcsúztatóján is. Az indiánoktól kapott italoktól megrészegülve Alyssa és R. J. együtt töltik az éjszakát.
Másnap Ataninde visszaviszi őket a faluba. Bemennek az alapítvány laborjába, előhívni a képeket, onnan pedig R. J. szállodájába. Miközben Alyssa felhívja Sandrát, R. J.-t elkapják a szobájában, egy székhez kötözik, betömik a száját és egy időzített bombát is elhelyeznek távozás előtt. Szerencsére Alyssa még időben ér oda és sikerül kiszabadítania a fiút. Az alapítványhoz hajtanak, de közben Alyssa rájön, hogy Sandra is tudhatott a bombáról. R. J. beles az ajtón, látja, ahogy Lucavidának átadják a tőle elvett fotókat. Sandra is jelen van.
Naciához fordulnak segítségért, aki körbetelefonál erősítésért. Az újságíró pedig egy ismerősét, Chato-t hívja fel, hogy jöjjön értük a repülőgépével, mert életveszélyben vannak. Valdez érkezik az embereivel. Lefogják R. J.-t és kiviszik a házból, ám a munkások már ott vannak és megállítják őket, blokádot alkotva. Valdez lelövi az egyiket, de ketten is a helyére állnak: Nacia és Alyssa. Valdez lelövi Alyssát. Ataninde jelenik meg váratlanul. Egy késsel túszul ejti Valdezt. Miután az emberei elengedik R. J.-t és eldobják a fegyvert, leszúrja Valdezt. Egy dzsippel igyekeznek az öbölbe, miközben az orvlövész követi őket. Ataninde eltalálja, de a lövés nem halálos, így válaszul a Santos-merényletnél is használt íjjal lelövi Atanindét. R. J. végez vele, majd Alyssát felteszi a gépre, de már késő: Alyssa meghal.

## Szereplők
| Szereplő       | Színész                 | Magyar hang   |
| -------------- | ----------------------- | ------------- |
| R. J. O'Brian  | Craig Sheffer           | Stohl András  |
| Alyssa Rothman | Sandra Bullock          | Für Anikó     |
| Ataninde       | Juan Fernández          | Kassai Károly |
| Sandra         | Judith Chapman          | Andresz Kati  |
| Valdez         | Jorge García Bustamante | Uri István    |
| Pedro Lucavida | David Elkin             | Áron László   |
| Rafael Santos  | Eduardo Cesti           |               |
| Nacia Santos   | Natalia Torres          |               |
| Djamori        | Reynaldo Arenas         |               |
| Chato          | Ramón García            | Pálfai Péter  |
| Pistoleiro     | Ramsay Ross             |               |
| Benacio atya   | David Killerby          | Kardos Gábor  |
| Pedroza        | Edwin Mayer             | Rudas István  |
| Gloria Santos  | Graciela Cahuas         |               |
|                |                         |               |

## Külső hivatkozások
- Az amazon a PORT.hu-n (magyarul)
- Az amazon az Internet Movie Database oldalon (angolul)